# Хонда Ісіро
Ісі́ро Хо́нда (яп. 本多猪四郎, Хонда Ісіро); нар. 7 травня 1911, Асахі, префектура Ямаґата, Японія — пом. 28 лютого 1993, Токіо, Японія) — японський кінорежисер, що спеціалізувався на токусацу, фантастиці і фільмах жахів.

## Біографія
Ісіро Хонда народився 7 травня 1911 року в Асахі, префектура Ямаґата, Японія в сім'ї буддистського священика. У Хонди було троє старших братів і одна сестра. Після закінчення у 1931 році середньої школи в префектурі Канаґава, куди переїхала його сім'я, Хонда в числі першої групи студентів поступив на кафедру кіномистецтва новоствореного Університету Ніхон. Після закінчення університету у 1933 році він працював у відділі кіновиробництва P.C.L (Photo Chemical Laboratory), яка згодом стала студією Toho, виконуючи функції асистента режисера на низці японських кінофільмів. У 1935 році Хонда був призваний до армії, де прослужив майже вісім років. Брав участь у японсько-китайській війні, побував в полоні.
Після війни Ісіро Хонда у 1946 році повернувся на студію Toho. Працював асистентом режисера у Акіри Куросави на фільмі Безпритульний пес (1949). У 1951 році дебютував як самостійний режисер, поставивши фільм Рідкісна синя перлина (青珍珠).
У 1950-1960-і роки Хонда зняв декілька фільмів про Ґодзіллу, а також низку інших фантастичних стрічок про монстрів, що стали культовими. Хоча японські фільми про монстрів були висміяні деякими критиками, Хонда особливо пишався своїм внеском у цей досить унікальний аспект фентезійних і науково-фантастичних жанрів.
Після завершення режисерської кар'єри, Ісіро Хонда майже через 30 років повернувся до співпраці зі своїм старим другом і колишнім наставником Акірою Куросавою та працював як режисерський консультант, координатор виробничого процесу і творчий консультант на його останніх п'яти фільмах. Він також як режисер зняв один епізод у фільмі Куросави Сни (1990).
Ісіро Хонда помер 28 лютого 1993 року в Токіо на 82-му році життя від дихальної недостатності.

## Фільмографія
| Рік  | Українська назва                            | Оригінальна назва / транскрипція                                                                 |
| ---- | ------------------------------------------- | ------------------------------------------------------------------------------------------------ |
| 1949 | Безпритульний пес                           | 野良犬 / Nora inu                                                                                |
| 1951 | Блакитна перлина                            | 青い真珠 / Aoi shinju                                                                            |
| 1952 | Чоловік, який прийшов у порт                | 港へ来た男 / Minato e kita otoko                                                                 |
| 1953 | Орел тихого океану                          | 太平洋の鷲 / Taiheiyô no washi                                                                   |
| 1954 | Ґодзілла                                    | ゴジラ / Gojira                                                                                  |
| 1955 | Жахлива снігова людина                      | 獣人雪男 / Jû jin yuki otoko                                                                     |
| 1956 | Молоде дерево                               | 若い樹 / Wakai ki                                                                                |
| 1956 | Родан                                       | 空の大怪獣ラドン / Sora no Daikaijū Radon                                                        |
| 1957 | Містеріани                                  | 地球防衛軍 / Chikyû Bôeigun                                                                      |
| 1958 | Воднева людина                              | 美女と液体人間 / Bijo to Ekitainingen                                                            |
| 1958 | Великий монстр Варан                        | 大怪獣バラン / Daikaijû Baran                                                                    |
| 1959 | Битва у відкритому космосі                  | 宇宙大戦争 / Uchû daisensô                                                                       |
| 1960 | Газова людина                               | ガス人間第一号 / Gasu ningen dai ichigo                                                          |
| 1961 | Мотра                                       | モスラ / Mosura                                                                                  |
| 1962 | Зловісна зірка Горас                        | 妖星ゴラス / Yôsei Gorasu                                                                        |
| 1962 | Кінг-Конг проти Ґодзілли                    | キングコング対ゴジラ / Kingu Kongu tai Gojira                                                    |
| 1963 | Напад людей-грибів                          | マタンゴ / Matango                                                                               |
| 1963 | Атрагон                                     | 海底軍艦 / Kaitei gunkan                                                                         |
| 1964 | Мотра проти Ґодзілли                        | モスラ対ゴジラ / Mosura tai Gojira                                                               |
| 1964 | Космічний монстр Догора                     | 宇宙大怪獣ドゴラ / Uchû daikaijû Dogora                                                          |
| 1964 | Ґдора, триголовий монстр                    | 三大怪獣 地球最大の決戦 / San daikaijû: Chikyû saidai no kessen                                  |
| 1965 | Франкенштейн проти Барагона                 | /フランケンシュタイン対地底怪獣バラゴン / Furankenshutain tai chitei kaijû Baragon               |
| 1965 | Ґодзілла проти Монстра Зеро                 | 怪獣大戦争 / Kaijû daisensô                                                                      |
| 1966 | Чудовиська Франкенштейна: Санда проти Ґайри | フランケンシュタインの怪獣 サンダ対ガイラ / Furankenshutain no kaijû: Sanda tai Gaira            |
| 1967 | Втеча Кінг-Конга                            | キングコングの逆襲 / Kingu Kongu no gyakushû                                                     |
| 1968 | Ґодзілла: Парад монстрів                    | 怪獣総進撃 / Kaijû sôshingeki                                                                    |
| 1969 | Атака всіх монстрів                         | ゴジラ • ミニラ • ガバラ オール 怪獣大進撃 / Gojira-Minira-Gabara: Oru kaijû daishingeki         |
| 1970 | Йог: Монстр з космосу                       | ゲゾラ・ガニメ・カメーバ 決戦! 南海の大怪獣 / Gezora, Ganime, Kameba: Kessen! Nankai no daikaijû |
| 1975 | Терор Мехаґодзілли                          | メカゴジラの逆襲 / Mekagojira no gyakushu                                                        |
| 1980 | Тінь воїна                                  | 影武者 / Kagemusha                                                                               |
| 1985 | Ран                                         | 乱 / Ran                                                                                         |
| 1991 | Серпнева рапсодія                           | 八月の狂詩曲 / Hachigatsu no rapusodī                                                            |
| 1993 | Ще ні                                       | まあだだよ / Mādadayo                                                                            |